# Diónysos
Diónysos är en ort i Grekland.   Den ligger i prefekturen Nomarchía Anatolikís Attikís och regionen Attika, i den sydöstra delen av landet, 20 km nordost om huvudstaden Aten. Diónysos ligger 478 meter över havet och antalet invånare är 5 651.
Terrängen runt Diónysos är kuperad.Runt Diónysos är det tätbefolkat, med 286 invånare per kvadratkilometer. Närmaste större samhälle är Aten, 19,8 km sydväst om Diónysos. Trakten runt Diónysos består till största delen av jordbruksmark.